# Santa Lucía, Corrientes
Santa Lucía är en kommunhuvudort i Argentina.   Den ligger i provinsen Corrientes, i den nordöstra delen av landet, 600 km norr om huvudstaden Buenos Aires. Santa Lucía ligger 54 meter över havet och antalet invånare är 14 056.
Terrängen runt Santa Lucía är mycket platt. Santa Lucía är det största samhället i trakten.
Trakten runt Santa Lucía består i huvudsak av gräsmarker. Runt Santa Lucía är det glesbefolkat, med 20 invånare per kvadratkilometer.